# Some Girls Wander by Mistake
Some Girls Wander by Mistake ist das erste Kompilationsalbum der britischen Band The Sisters of Mercy, welches am 27. April 1992 auf ihrem eigenen Label Merciful Release erschien, es wurde von East West/Warner Music UK vertrieben.
Das Album enthält die komplette und unbearbeitete Studioaufnahmearbeit der Band von 1980 bis 1983, ihre ersten sechs Singles und EPs, The Damage Done, Body Electric, Anaconda, Alice, The Reptile House und die 12-Zoll-Ausgabe von Temple of Love. Die Veröffentlichung von 2017 enthält zwei alternative Mixes von Under the Gun: Metropolis-Mix und Jutland-Mix, die ursprünglich 1993 auf der 12-Zoll-Vinylplatte von Under the Gun veröffentlicht wurden.

## Entstehung
Temple of Love ist das einzige Lied aus der Zeit zwischen 1980 und 1983, das in einer erweiterten Version veröffentlicht wurde. Das Album enthält nicht die 7-Zoll-Version des Lieds, die mit der erweiterten Version identisch ist, aber nach der Hälfte ausgeblendet wird. Obwohl Temple of Love 1992 neu aufgenommen wurde, um die Veröffentlichung des Kompilationsalbums zu promoten, war die neue Version zunächst nicht auf dem Album enthalten. Bei dieser neuen Aufnahmen von Temple of Love 1992 wirkte die israelische Sängerin Ofra Haza mit.
Die Kompilation enthält Coverversionen von 1969, ursprünglich aufgenommen von den The Stooges, und Gimme Shelter, ursprünglich aufgenommen von den Rolling Stones, die auf den 12-Zoll-EPs Alice bzw. Temple of Love erschienen. Der Albumtitel leitet sich vom Leonard-Cohen-Lied Teachers aus dem Album Songs of Leonard Cohen von 1967 ab, das während der gesamten Karriere der Band ein fester Bestandteil ihrer Live-Show war.
Die vollständige Zeile lautet: Some girls wander by accident / Into the mess that scalpels make. Zu den Songs von Leonard Cohen gehört auch der Titel Sisters of Mercy, der der Band ihren Namen gab.

## Titelliste
Das Album wurde als CD in limitierter Auflage mit Artwork-Postkarten der frühen Vinyl-Singles und als normale CD ohne solche Karten herausgegeben.
1. Alice (Eldritch), (EP Alice) – 3:34
2. Floorshow (Eldritch, Craig Adams, Gary Marx), (EP Alice) – 3:40
3. Phantom (Instrumental) (Adams, Marx), (EP Alice) – 7:10
4. 1969 (James Osterberg, Dave Alexander, Asheton), (EP Alice) – 2:45
5. Kiss the Carpet (Eldritch), (EP The Reptile House E.P.) – 5:55
6. Lights (Eldritch), (EP The Reptile House E.P.) – 5:51
7. Valentine (Eldritch), (EP The Reptile House E.P.) – 4:44
8. Fix (Eldritch), (EP The Reptile House E.P.) – 3:41
9. Burn (Eldritch), (EP The Reptile House E.P.) – 4:49
10. Kiss the Carpet (Reprise) (Eldritch), (EP The Reptile House E.P.) – 0:36
11. Temple of Love (Extended Version) (Eldritch), (EP Temple of Love) – 7:42
12. Heartland (Eldritch, Marx), (EP Temple of Love) – 4:47
13. Gimme Shelter (Mick Jagger, Keith Richards), (EP Temple of Love) – 5:57
14. The Damage Done (Eldritch, Marx), (EP The Damage Done) – 3:03
15. Watch (Marx), (EP The Damage Done) – 3:11
16. Home of the Hit-Men (Marx), (EP The Damage Done) – 0:34
17. Body Electric (Eldritch), (EP Body Electric) – 4:18
18. Adrenochrome (Eldritch), (EP Body Electric) – 2:57
19. Anaconda (Eldritch, Marx), (EP Anaconda) – 4:06

Die B-Seite von Anaconda war Phantom, das zuvor auf der Alice-EP erhältlich war. Digitale Versionen des Albums enthalten die erweiterte Version von Temple of Love (1992),
zusätzlich oder anstelle der ursprünglichen erweiterten Version.
2017 Bonus-Titel
1. Temple of Love (1992), (EP Temple of Love) – 8:08
2. Vision Thing (Canadian Club Remix), (EP Temple of Love) – 7:34
3. Under the Gun (Metropolis Mix), (EP Under the Gun) – 6:18
4. Alice (1993), (EP Under the Gun) – 4:00
5. Under the Gun (Jutland Mix), (EP Under the Gun) – 6:19

## Chartplatzierungen
| ChartsChartplatzierungen     | Höchstplatzierung | Wochen |
| ---------------------------- | ----------------- | ------ |
| Deutschland (GfK)            | 9 (27 Wo.)        | 27     |
| Österreich (Ö3)              | 7 (16 Wo.)        | 16     |
| Schweiz (IFPI)               | 22 (13 Wo.)       | 13     |
| Vereinigtes Königreich (OCC) | 5 (5 Wo.)         | 5      |